# 1152 Pawona
1152 Pawona är en asteroid i huvudbältet som upptäcktes den 8 januari 1930 av den tyske astronomen Karl Wilhelm Reinmuth. Den upptäcktes oberoende av den italienske astronomen L. Volta den 19 januari och av den ryske astronomen Grigory Nikolaevich Neujmin den 28 januari.
Asteroidens preliminära beteckning var 1930 AD. Den fick senare namn efter begynnelsebokstäverna för två av de astronomer som bidrog till upptäckten, nämligen Johann Palisa och Max Wolf, som en tribut till den tredubbla upptäckten. Namnet föreslogs av den svenske astronomen Bror Asplind.
Pawonas senaste periheliepassage skedde den 25 juni 2021. Dess rotationstid har beräknats till 3,42 timmar.